# James Wright (gouverneur)
Pour les articles homonymes, voir James Wright et Wright.
James Wright (né le 8 mai 1716 et mort le 20 novembre 1785) était un avocat et juriste américain colonial. Il est le dernier gouverneur royaliste britannique de l'État de Géorgie.
Il était le seul gouverneur royaliste des treize colonies à reprendre le contrôle de sa colonie pendant la guerre d'indépendance américaine.

## Biographie
James Wright est né à Londres de Robert Wright. En 1730, son père accompagne Robert Johnson à la province de Caroline du Sud et est, pendant plusieurs années, premier magistrat de cette colonie. James rejoint bientôt son père et commence des études de droit à Charleston. Il commence aussi à accumuler plusieurs terres et propriétés.
Wright rentre à Londres comme agent pour la colonie de Caroline du Sud en 1757. Ensuite, en mai 1760, il est nommé lieutenant gouverneur de Henry Ellis, le gouverneur de la Géorgie. Il revient en Amérique et s'installe à Savannah en Géorgie. Lorsque Ellis démissionne, il est nommé gouverneur de Géorgie en novembre 1760. Il est le troisième gouverneur royal et, de loin, le plus populaire de cette colonie. Il vend la plupart de ses possessions en Caroline du Sud et s'achète des terres en Géorgie. Avec la paix temporaire établit avec les français et les espagnols, il mène des négociations réussies entre les indiens et la couronne britannique pour ouvrir le développement aux nouvelles terres. Cette politique économique qu'il mène favorise le développement de la colonie de Géorgie.
Les premiers troubles lui viennent du Stamp Act (stamp = timbre) de 1765. La Géorgie est, en dépit des efforts accomplis par les Sons of Liberty contre son entrée en vigueur, le seul état à importer et à utiliser les timbres et ses recettes. La Géorgie est restée l'une des colonies les plus fidèles à la couronne britannique malgré la dynamique qui va conduire à la guerre d’indépendance. Au premier congrès continental, la colonie n'a envoyé aucun délégué. Ceci peut s'expliquer en partie par la récente installation de colons qui possèdent des racines et des liens directs avec la Grande-Bretagne, mais aussi par l'excellente gérance de l'administration.
À partir de 1775, l'esprit révolutionnaire se propage en Géorgie par les comités de correspondance et rejette l'assemblée. Un congrès révolutionnaire se met en place à Savannah et désigne des délégués pour le second congrès continental. Ensuite, en 1776, à la suite de l'arrivée d'une petite flotte britannique, les forces rebelles réquisitionnent la maison de Wright et le prennent en otage. Wright s'échappe le 11 février 1776 et se réfugie au bord de l'HMS Scarborough et envoie une lettre à son concile. Le congrès et le concile sont ajournés sans avoir donné de réponse.
Wright continue les négociations pendant un temps. Il obtient des rebelles de garder ses troupes offshores. Mais leur relation se dégrade sans cesse. Lorsque sa tentative de reprise de Savannah avec les forces navales échoue, il rentre en Angleterre.
En 1778, il convainc le gouvernement de lui allouer davantage de troupes pour reprendre Savannah. Après des combats brefs mais intense, il reprend le contrôle de Savannah le 29 décembre 1778. Sans contrôler entièrement l'État, il restaure le pouvoir colonial dans une grande partie de la Géorgie, faisant de celle-ci la seule colonie à être retombée entre les mains des britanniques parmi toutes les autres. Il organisa une défense réussie contre les tentatives de reprise dirigées par les troupes américaines et françaises pour reprendre Savannah. Lorsque la guerre est finie, il se retire à nouveau, et définitivement, le 11 juillet 1782 en Angleterre.
Les vastes propriétés de Wright sont saisies par les gouvernements révolutionnaires en Caroline du Sud et en Géorgie. Il meurt à Londres le 20 novembre 1785 et est enterré à l'abbaye de Westminster.

## Sources
- (en) Cet article est partiellement ou en totalité issu de l’article de Wikipédia en anglais intitulé « James Wright (governor) » (voir la liste des auteurs).